# 설빙 (기업)
설빙(雪氷, 영어: Sulbing)은 대한민국의 프랜차이즈 기업이다. 디저트 카페 가맹업을 운영하고 있으며, 판매하는 주요 상품은 빙수류, 차, 토스트 등이다.

## 기업 역사

### 2013년
- 2013년 4월, 부산 남포동의 첫 매장에서 기존 빙수와 달리 얼음 대신 우유로 빙수를 만들고, 팥 대신 콩가루를 올리는 방식으로 판매한 것이 시작이다.
- 2013년 8월, 부산광역시 중구 비프광장로 소재 피프죤쇼핑몰 B동 701호에서 자본금 5000만원으로 주식회사 설빙을 법인설립하였다.
- 2013년 12월, 전국 가맹점 41업체이며 그 후 전국으로 가맹점을 신설하였다.  (2022년 4월 기준 가맹점 수는 490개, 지점은 석촌호수지점 등 7개이다)

### 2015년
- 2015년 2월, 본점을 서울특별시 송파구 중대로 215로 이전하였다.

### 2016년
- 2016년 11월, 부산광역시 동래구 여고로103번길 소재 주식회사 설빙유통을 합병하였다.

### 2017년
- 2017년 1월, 본점을 서울특별시 강남구 테헤란로 443으로 이전하였다.
- 2017년 2월, 롯데아울렛광주수완점을 폐쇄하였다.
- 2017년 3월, 롯데쇼핑분당점을 폐쇄하였다.
- 2017년 5월, 서울특별시 송파구 석촌호수로에 석촌호수점을 설치하였다.

### 2019년
- 2019년 1월, 경기도 남양주시 화도읍 맷돌로에 마석점, 시흥시 비둘기공원7길에 대야점을 설치하였다.
- 2019년 11월, 인천광역시 중구 하늘달빛로64번길에 영종도점을 설치하였다. 그리고 문화방송점은 폐쇄되었다.

### 2020년
- 2020년 11월, 영종도점은 폐쇄되었다.
- 2020년 12월, 경상남도 창원시 성산구 마디미로43번길에 상남점을 설치하였다.

### 2021년
- 2021년 1월, 본점을 현 위치인 서울특별시 송파구 올림픽로 319로 이전하였다.
- 2021년 9월, 서울특별시 광진구 아차산로에 설빙건대점을 설치하였다.

### 2022년
- 2022년 3월, 상남점은 폐쇄되었다.
- 2022년 4월, 서울특별시 강남구 테헤란로1길에 강남역점을 설치하였다.

## 메뉴

### 빙수[2]
우유를 기계에 넣고 눈꽃을 생성하는 방식으로 만든 우유 눈꽃빙수다.
| 설빙의 인기메뉴이자 설빙의 마스코트라고 부를 수 있는 대표 메뉴다. |
| 팥인절미설빙                                                      |
| 치즈설빙                                                          |
| 블루베리치즈설빙                                                  |
| 애플망고치즈설빙                                                  |
| 초코브라우니설빙                                                  |
| 티라미수설빙                                                      |
| 오레오초코몬스터설빙                                              |
| 리얼그린티설빙                                                    |
| 오레오초코몬스터설빙                                              |
| 흑임자찰떡설빙                                                    |
| 인절미아이스크림설빙                                              |
| 하겐다즈초코설빙                                                  |
| 순수요거 블루베리설빙                                             |
| ABC초코쿠키녹차설빙                                               |
| 자.망.코설빙                                                      |

### 주전부리
| 쌍쌍치즈가래떡                        |
| 인절미토스트                          |
| 모짜렐라치즈인절미토스트              |
| 허니버터브레드                        |
| - 통팥 - 커스타드 - 자색고구마 - 피자 |
| 단팥죽                                |
| 치즈떡볶이피자                        |
| 소금빵                                |
| 플레인크로플                          |
| 초코크로플                            |
| 생딸기크로플                          |
| 크롱지                                |
| 인절미크롱지                          |

## 본점 및 지점 현황[3]

### 본점
- 서울 본점: 서울특별시 송파구 올림픽로 319, 8층, 11층
- 부산 본점: 부산광역시 중구 광복로39번길 6, 3층

### 지점

#### 서울

##### 강남구
- 서울 세곡점: 서울특별시 강남구 헌릉로 569, 강남리더스프라자 204호
- 서울 가로수길점: 서울특별시 강남구 압구정로 10길 36, 2층
- 서울 일원역점: 서울특별시 강남구 일원로 115, 111호
- 서울 대치점: 서울특별시 강남구 선릉로 62길 33, 1층

##### 강동구
- 서울 상일점: 서울특별시 강동구 고덕동 193, 2층
- 서울 둔촌역점: 서울특별시 강동구 양재대로 1335, 동부빌딩 2층
- 서울 천호로데오점: 서울특별시 강동구 천호동 454-13, 2층
- 서울 명일점: 서울특별시 강동구 명일동 47-16

##### 강서구
- 서울 마곡나루점: 서울특별시 강서구 마곡중앙5로 6, 2층
- 서울 가양점: 서울특별시 강서구 동촌동 628-11, 청산빌딩 2층

##### 관악구
- 서울 서울대입구역점: 서울특별시 관악구 봉천동 1598-1번지, 2층
- 서울 사당역점: 서울특별시 관악구 남현동 1061-23, 크리스피크림 2층

##### 광진구
- 서울 세종대점: 서울특별시 광진구 광나루로 382, 2층
- 서울 구의점: 서울특별시 광진구 야차산로 479, 1층

##### 구로구
- 구로 구로구청점: 서울특별시 구로구 가마산로 271, 2층 203호
- 서울 오류동역점: 서울특별시 구로구 경인로 20길 10, 2층
- 서울 구로 고척점: 서울특별시 구로구 경서로 81, 리케이빌딩 1층
- 서울 구로지밸리점: 서울특별시 구로구 디지털로 300, 1층 107호

##### 금천구
- 금천 가산점: 서울특별시 금천구 가산디지털로2로 144, 103호
- 서울 시흥사거리점: 서울특별시 금천구 시흥대로 229, 2층

##### 노원구
- 서울 상계역점: 서울특별시 노원구 덕릉로 87길 21, 2층
- 서울 과기대점: 서울특별시 노원구 동일로 192길 88, 오성빌딩 2층 201호
- 서울 광운대점: 서울특별시 노원구 광운로 25, 2층
- 서울 수락산역점: 서울특별시 노원구 상계1동 1119-4, 2층
- 서울 은행사거리점: 서울특별시 노원구 중계동 359-14, 원광빌딩 201호
- 서울 노원역점: 서울특별시 노원구 상계로 65, 현성빌딩 2층

##### 도봉구
- 서울 도봉 방학점: 서울특별시 도봉구 방학로 165, 2층
- 서울 창동역점: 서울특별시 도봉구 노해로 63길 79, 2층 206호
- 서울 쌍문역점: 서울특별시 도봉구 창동 665-11

##### 동대문구
- 서울 회기점: 서울특별시 동대문구 회기로 193, 2층 (휘경동)
- 서울 동대문장안점: 서울특별시 동대문구 답십리로 300, 2층 201호 (장안동)
- 서울 이문점: 서울특별시 동대문구 이문동 289-1

##### 동작구
- 숭실대입구역점

##### 마포구
- 서울 망원점

##### 서대문구
- 서울 서대문 연희점

##### 서초구
- 서울 남부터미널점

##### 성동구
- 서울 한양대점

##### 성북구
- 서울 성신여대점

##### 송파구
- 서울 송파헬리오시티점

##### 양천구
- 서울 목동점: 서울특별시 양천구 목동 934, 목동금호아파트 상가 2층 | 070-8883-0334

##### 영등포구
- 서울 영등포 당산점: 서울특별시 영등포구 당산동5가 33-1, 2층 (한강포스빌) | 02-2679-3690

##### 용산구
- 용산 한남점: 서울특별시 용산구 대사관로 71, 2층 (한남동) | 02-790-1220 | 11:00~23:00
- 서울 숙대점: 서울특별시 용산구 청파로 47길 52, 명신프라자 202호 (청파동2가) | 02-715-9888 | 11:00~23:00

##### 은평구
- 서울 응암역점

##### 종로구
- 서울 종로 청하점

##### 중구
- 서울 명동2호점

##### 중랑구
- 서울 사가정역점

#### 경기도

##### 남양주시
- 경기 남양주 마석점: 경기도 남양주시 화도읍 맷돌로 114, 2층 203, 204호

##### 시흥시
- 경기 시흥 대야점: 경기도 시흥시 비둘기공원7길 33, 206, 207호